# زينب منت طالب موسى
زينب منت طالب موسى ناشطة في مجال حقوق المرأة في موريتانيا، ركزت على محاربة العنف الجنسي من خلال عملها في مؤسسة الوفا،وهي مركز للناجين، ورئيسة للمنظمة غير الحكومية الموريتانية «جمعية صحة الأم والطفل».

## المسار المهني
تدربت زينب منت طالب موسى على مهنة القابلة، وعملت في وزارة الصحة الموريتانية. في عام 2000، أنشأت مع القابلات الأخرياتجمعية صحة الأم والطفل لتثقيف النساء حول الصحة الإنجابية والحقوق . لكن في بداية عملهم، أدركوا أن هناك قضية أخرى بحاجة إلى معالجة وهي العنف الجنسي. لذا في عام 2001 أسست مركز الوفا في نواكشوط لمساعدة ضحايا الاغتصاب والاعتداء الجنسي. 
في عام 2016، تم تكريمها من قبل رئيس موريتانيا كعضوة في العملية الوطنية للوقاية من التعذيب . عملت أيضًا كمستشارة للصندوق العالمي للمرأة. 

## جوائز وتكريم
- جائزة OkayAfrica[8]
- Femme de Courage en Mauritanie pour l’année 2017, presented by United States Ambassador to Mauritania, 2017.[9]

## قراءات أخرى
- UNFPA, Programming to Address Violence Against Women: 10 case studies, 2006. Chapter 1, "Mauritania: Midwives Call Attention to the Problem of Rape, and Imams Encourage Justice for Its Victims."